# قائمة الأطباق الألمانية
فيما يلي قائمة بالأطباق التي توجد في المطبخ الألماني:

## أطباق مشهورة
| الأسم                    | الصورة | المنطقة                                                  | الوصف |
| ------------------------ | ------ | -------------------------------------------------------- | --- |
| أخنيربغنتن               |        | آخن                                                      | نوع من خبز الزنجبيل مشهور في مدينة آخن. |
| فطيرة التفاح             |        | عبر كافة ألمانيا                                         | معجنات ألمانية تحتوي على شرائح التفاح |
| البطاطا المقلية          |        | عبر كافة ألمانيا                                         | بطاطا مقلية، عادةً مع مكعبات لحم الخنزير المقدد، أو/و البصل |
| النقانق                  |        | عبر كافة ألمانيا                                         | نقانق مكونة من لحم العجل، لحم الخنزير، أو لحم البقر. |
| نقانق الكاري             |        | برلين, الراين والرور                                     | نقانق مشوية أو مقلية وتقطع إلى شرائح سميكة و تبهر بكاتشب حار و كميات هائلة من مسحوق الكاري، وغالباً ماتقدم مع البطاطا المقلية |
| لفات الأسماك             |        | شمال ألمانيا                                             | شطيرة معدة من أسماك متعددة (مخللة أو مقلية) و بصل، مشهورة في شمال ألمانيا وخصوصا على طول الساحل |
| هيندل                    |        | بافاريا النمساوية                                        | دجاجة مشوية كاملة منقعة في فلفل و بهارات اخرى يعرف هذا الطبق بأسم "Brathühnchen"، "Brathähnchen"، وفي شرق ألمانيا "Broiler". |
| أرنبة مفلفلة             |        |                                                          | طبق معد من أرنب منقع |
| سلطة البطاطا             |        | شمال ألمانيا و جنوب ألمانيا                              | سلطة البطاطا تأتي في اشكال عديدة، على سبيل المثال في كريمة أو بصلصة مايونيز في شمال ألمانيا أو حتى بمرق اللحم في جنوب ألمانيا، وتقدم بطبق جانبي بالنقانق المغلية. |
| كرات اللحم               |        | بروسيا الشرقية: مدينة كونيغسبرغ                          | كرات لحم مطبوخة تقدم مع صلصة بيضاء مع نبات الكبر |
| لفة الكرنب               |        | عبر كافة ألمانيا                                         | لفة الكرنب على النمط الألماني |
| مرزبانية                 |        | عبر كافة ألمانيا                                         | على سبيل المثال لوبيك مرزباني يستعمل في العديد من المناسبات ومنها الكريسماس |
| كعكة المت                |        |                                                          | نوع من الشطائر يصنع باللحم الني على شرائح الخبز، في كثير من الأحيان مع بصل مفروم ني |
| بطاطا البيل              |        | عبر كافة ألمانيا                                         | بطاطا مسلوقة أو على البخار قبل التقشير (البطاطا الصغيرة تؤكل بدون تقشير)، وتقدم مع كوارك و زيت بذر الكتان، زبدة، أو طبق جانبي مع سمك مملح |
| لحم بقر مفلفل            |        | فيستفاليا                                                | لحم بقر مفلفل مطبوخ |
| غولادين                  |        | عبر كافة ألمانيا                                         | رولاد مكون من لحم خنزير مقدد مع بصل محشو في شرائح لحم بقر رقيقة |
| سويربراتين               |        | راينلاند                                                 | لحم بقر مطبوخ على البخار، منقع في خل، ماء، بهارات و توابل |
| ملفوف مخلل               |        | عبر كافة ألمانيا                                         | ملفوف ممزق مخلل |
| لحم الخنزير              |        | عرقوب الخنزير ويقدم مشوي و مقرمش مع ملفوف مخلل أو ايسبين | |
| سبانفيركل                |        | عبر كافة ألمانيا                                         | خنزير صغير كامل مشوي، عادةً يؤكل مع عدد كبير من الأصدقاء والضيوف |
| فطائر لحم الخنزير المقدد |        |                                                          | فطائر كبيرة رقيقة مع مكعبات لحم الخنزير المقدد المقلية |
| سبايتزلي                 |        | جنوب ألمانيا                                             | وهي شعرية مصنوعة يدوية وهي مشهورة جداً ومكون أساسي لعدة أطباق، كالعدس مع معكرونة سبايتزلي أو جبنة سبايتزلي |
| كعكة الكريسماس           |        | درسدن                                                    | كعكة شبيهة بالخبز مع قشور الحمضيات، الفواكة المجففة، المكسرات، وبهارات كحب الهيل، و القرفة، وتؤكل عادةً خلال الكريسماس. |
| أوزة مشوية               |        | عبر كافة ألمانيا                                         | أوزة مشوية ويتم أكلها تقليدياً في 25 ديسمبر |
| كفتة                     |        | عبر كافة ألمانيا                                         | عدة أنواع من الكفتات الألمانية: - Semmelknödel (كفتة مصنوعة من فتات الخبز) - فطائر البطاطس النية - دامبلنغ مصنوعة من بطاطا نية، وبعدها تطبخ - فطائر البطاطس المسلوقة - دامبلنغ مصنوعة من بطاطا مطبوخة - نصف ونصف فطائر البطاطا: نصف بطاطا مطبوخة والنصف الأخر ليس مطبوخ - نصف الحرير |

## بادن فورتمبيرغ
انظر أيضاً بادن-فورتمبيرغ
| الأسم                   | الصورة | النوع         | الوصف |
| ----------------------- | ------ | ------------- | --- |
| الزلابية                |        | طبق الرئيسي   | معكرونة مع العديد من المقادير المختلفة، كاللحم، السبانخ، البصل، التوابل، وهي تقطع و تقدم مع المرق أو تقطع لشرائح و تقلى مع البيض     |
| سويربراتين              |        | طبق الرئيسي   | لحم حصان منقع بالخل مشوي، وفي الحاضر تصنع من اللحم                                                                                   |
| ملفوف مخلل              |        | طبق جانبي     | الملفوف المخلل يصنع بملفوف Filderkraut المميز وهو يعتبر من أشهى الانواع.                                                             |
| شبتزلي                  |        | معكرونة       | معكرونة لينة وسميكة. |
| عدس مع معكرونة سبايتزلي |        | الطبق الرئيسي | طبق يجمع بين سبايتزلي و العدس المطبوخ ونقانق فيينا                                                                                   |
| شعرية شوبف              |        | معكرونة       | مصنوعة من البطاطس والطحين وتقدم كثيراً مع ملفوف مخلل.                                                                                 |
| شوربة فليتل             |        | طبق رئيسي     | مرق مع شرائح من البانكيك الألماني |
| سبرينغلي                |        | وجبة خفيفة    | بسكويت مصنوع بواسطة ضغط العجين على قوالب معقدة. تستخدم عادةً للتغميس مع المشروب، وذلك لتركيبة البسكويت القاسية.                       |
| كعكة بصل                |        | طبق الرئيسي   | كعكة بصل، طبق موسمي يقدم في حول شهر أكتوبر، وعادةً يؤكل وهو ساخن و يرافقه عصير العنب المخمر الأحمر أو الأبيض والذي يسمى Federweisser. |
| مسيرة غايزبيرغ          |        | الطبق الرئيسي | حساء شائع مصنوع من لحوم وبطاطا وعدة أنواع من الخضروات.                                                                               |
| سباتزلي الجبن           |        | الطبق الرئيسي | طبق من سباتزلي، ويقلى مع بصل وقطع الجبن.                                                                                             |
| فيبلي                   |        | وجبة خفيفة    | بسكويت صغير ولذيذ. |